# Pogonioefferia neoinflata
Pogonioefferia neoinflata là một loài ruồi trong họ Asilidae. Pogonioefferia neoinflata được Wilcox miêu tả năm 1966. Loài này phân bố ở vùng Tân Bắc giới.